# Louis Sachar
Louis Sachar (IPA: /ˈluːɪs ˈsækər/) (East Meadow, 20 marzo 1954) è uno scrittore statunitense di libri per ragazzi.

## Biografia
All'età di nove anni, Louis Sachar e i suoi genitori si trasferiscono a Tustin, in California. Dopo aver ottenuto il diploma liceale, frequenta per un semestre l'Antioch College in Ohio e, dopo la morte del padre, l'Università della California a Berkeley; per poter guadagnare tre crediti universitari, inizia a lavorare come assistente scolastico alla Hillside Elementary School. Nel 1976 si laurea in economia e, nel 1980, anche in giurisprudenza presso l'Università della California a San Francisco.
Dal 1985 è sposato con Carla Jean Askew, consulente di scuola elementare, con la quale vive in Texas; la coppia ha una figlia, Sherre, nata il 19 gennaio 1987.

### Carriera
Dopo essersi trasferito in Connecticut, esordisce col suo primo romanzo Sideways Stories from Wayside nel 1976 (ispirato alla sua esperienza come assistente scolastico); da allora ha scritto oltre venti libri e si è aggiudicato numerosi premi letterari. Nel 1998 pubblica il romanzo Buchi nel deserto che ha venduto oltre 8 milioni di copie nel mondo, e dal quale nel 2003 è stato tratto un film omonimo in cui figura come sceneggiatore e interprete di un piccolo ruolo. Nel 2007 viene prodotto Wayside, un adattamento animato per la televisione della serie Wayside School, composto da due stagioni di 26 episodi.

## Opere

### Wayside School
- La scuola all'ultimo piano (Sideways Stories from Wayside School) (1978)
- C'è una mucca nella mia scuola (Wayside School Is Falling Down) (1989)
- Sideways Arithmetic from Wayside School (1989)
- More Sideways Arithmetic from Wayside School (1994)
- Wayside School Gets A Little Stranger (1995)
- Wayside School Beneath the Cloud of Doom (2020)

### Marvin Redpost
- Kidnapped at Birth? (1992)
- Why Pick on Me? (1993)
- Is He a Girl? (1993)
- Alone In His Teacher's House (1994)
- Class President (1999)
- A Flying Birthday Cake? (1999)
- Super Fast Out of Control! (2000)
- A Magic Crystal? (2000)

### Holes
- Buchi nel deserto (Holes, 1998)
- Stanley Yelnats' Survival Guide to Camp Green Lake (2002)
- Piccoli passi (Small Steps, 2006)

### Altri romanzi
- Johnny's in the Basement (1981)
- Someday Angeline (1983)
- Sixth Grade Secrets (1987)
- There's a Boy in the Girls' Bathroom (1987)
- The Boy Who Lost His Face (1989)
- Dogs Don't Tell Jokes (1991)
- Il voltacarte (The Cardturner, 2010)
- Fuzzy Mud (2015)

## Filmografia
- Holes - Buchi nel deserto (Holes), regia di Andrew Davis (2003) - sceneggiatore e attore (cameo)

## Riconoscimenti
- 1998 - National Book Award per la letteratura per ragazzi
  - Vittoria per Buchi nel deserto[2]

- 1999 - Medaglia Newbery
  - Vittoria per Buchi nel deserto[3]

- 2000 - Premio Cento
  - Vittoria per Buchi nel deserto[4]

- 2001 - Prix Sorcières
  - Vittoria per Buchi nel deserto[5]
(categoria "Romanzo per ragazzi")

- 2002 - Prix ado-lisant
  - Vittoria per Buchi nel deserto[6]

- 2006 - JuBu Buch des Monats
  - Candidatura per Piccoli passi[7]